# Tajкун (2. сезона)
Друга сезона криминалистичко-драмске телевизијске серије Тајкун требало је да се емитује током 2023. године на каналима Суперстар ТВ и РТС 1, али за сада је неизвесно кад ће се приказивати. Друга сезона се састоји од десет епизода.

## Радња
У другој сезони и даље пратимо турбулентан живот Владана Симоновића, чији живот и даље бива предмет сплетки домаће бизнис елите.
Симоновићева компанија „Сигма“ и даље води своје велике пословне трансакције, а утицај великог новца наставиће да се одражава и на приватне животе главних јунака.
Све је спремно за спајање компанија на чијем су челу Владан Симоновић, Коста Балабан, власник компаније Балабан и Душан и Тијана Тадин, власници ИТ компаније Стратос.
Али све пође по злу једне ноћи када се Владанова ћерка Мила врати кући дрогирана и злостављана.
Истовремено, неко покушава да изврши атентат на Душана и Тијану Тадин, док је Балабанов син Тодор тешко повређен у пожару.
Покушавајући да спасе ћерку и свој посао, Владан Симоновић се увлачи у мрежу смртоносних интрига и сплетки тајкунске елите...

## Епизоде
| Бр. еп. (укупно) | Бр. еп. (у сезони) | Наслов | Редитељ                             | Сценариста                                              | Премијера |
| ---------------- | ------------------ | ------ | ----------------------------------- | ------------------------------------------------------- | --------- |
| 11               | 1                  |        | Јована Гавриловић и Иван Стефановић | Ђорђе Милосављевић, Борис Гргуровић и Катарина Митровић | 2023.     |